# Мариупольский, Вячеслав Минеевич
Вячеслав Минеевич Мариу́польский (1905—1986) — советский живописец, лауреат Сталинской премии третьей степени (1950).

## Биография
Родился 15 (28) февраля 1905 год в Омске. Отец купец I гильдии еврей М. Я. Мариупольский. Из сосланных в Сибирь польских евреев. Был трижды женат. Мать Валентина Фёдоровна. Братья Александр, Геннадий и сёстры Валентина, Нина.
В Омске учился в художественно-промышленной школе. Во время прихода к власти большевиков отрёкся от своего отца.
В 1925—1930 годах учился во ВХУТЕИНе С. В. Герасимова, Б. В. Иогансона, С. А. Чуйкова. Один из создателей Владивостокского отделения АХРР.
В годы Великой Отечественной войны работал в «Окнах ТАСС» Омского Союза художников. Писал плакаты, картины на антивоенную тему.
После войны в основном занимался написанием портретов людей труда и пейзажей Подмосковья.
Умер в 1986 году в Москве.

## Награды и премии
- Сталинская премия третьей степени (1950) — за картину «Вожатая» (1949)